# Zuidervis

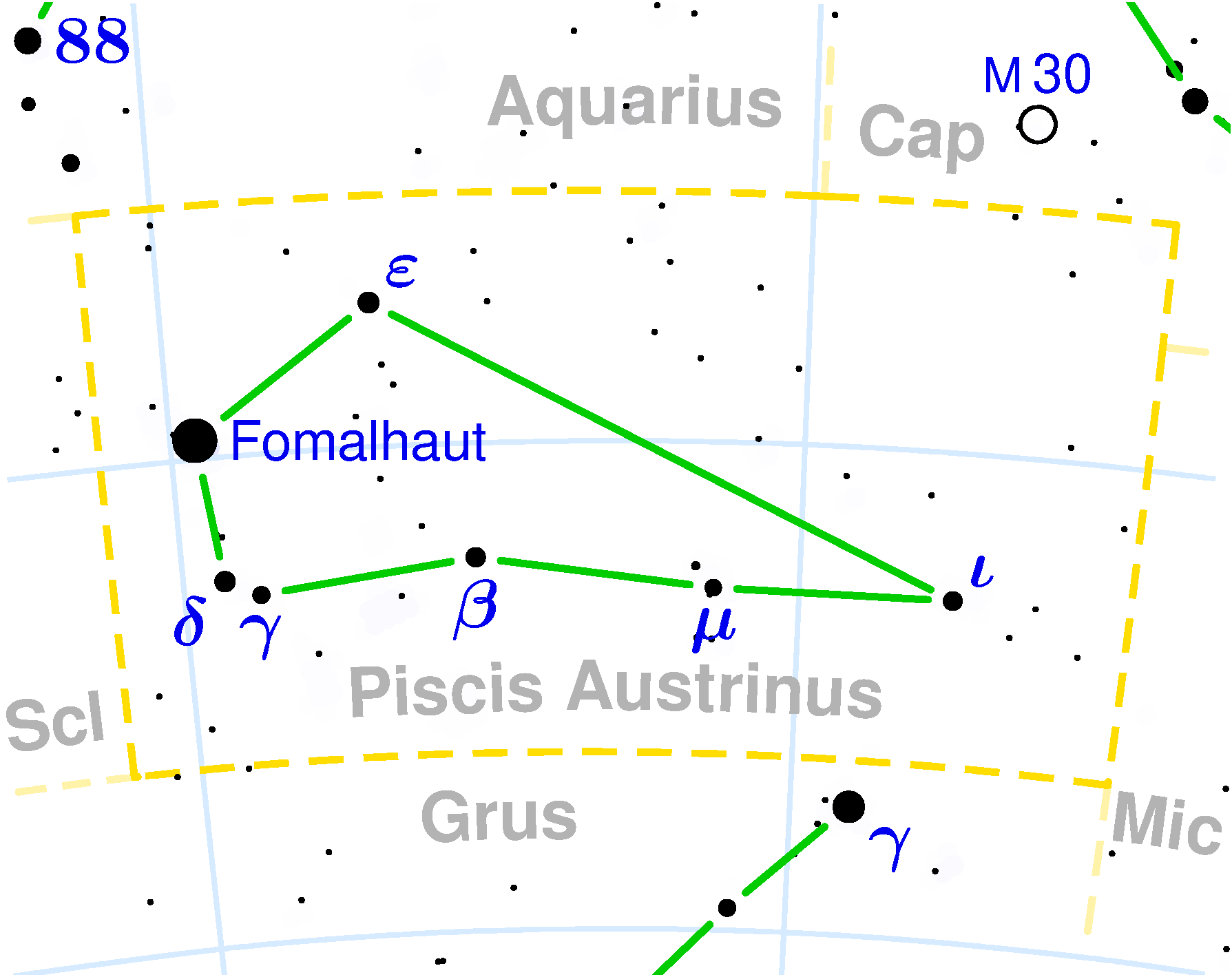
Kaart van het sterrenbeeld Zuidervis.

Zuidervis (Piscis Austrinus, afkorting PsA) is een sterrenbeeld aan de zuiderhemel, liggende tussen rechte klimming 11 u. 55 min. en 12 u. 55 min. en tussen declinatie −25° en −37°. Het is vanaf de breedte van de Benelux vrij slecht te zien omdat het nooit ver boven de zuidelijke horizon uitkomt.

## Sterren
De helderste ster in het sterrenbeeld is Fomalhaut (α, alpha Piscis Austrini) die met een helderheid van magnitude 1,1 tot de helderste sterren aan de hemel behoort.

## Bezienswaardigheden
- Fomalhaut (Alpha Piscis Austrini) culmineert samen met de sterren Markab (Alpha) en Scheat (Beta) van het sterrenbeeld Pegasus. Alpha en Beta Pegasi zijn de twee westelijke sterren van het gemakkelijk te herkennen Herfstvierkant. Vanuit de Benelux waargenomen staat de relatief heldere Fomalhaut tijdens de herfstavonden laag boven de zuidelijke horizon. Fomalhaut komt niet hoger dan een 9 tal graden, en is dan ook een ideale ster om chromatische dispersieverschijnselen teweeggebracht door discontinuiteitslagen in de aardatmosfeer per telescoop waar te nemen (zie ook Alpha Canis Majoris (Sirius), en de heldere planeet Venus).

## Begrenzing
Van de door Eugène Delporte en de Internationale Astronomische Unie (IAU) vastgelegde begrenzingen rond de 88 erkende sterrenbeelden heeft de begrenzing rond het sterrenbeeld Zuidervis de eenvoudigste en geometrisch meest herkenbare vorm. Delporte koos voor de begrenzing bestaande uit slechts 4 zijden. Dit soort begrenzing is ook te zien rond de sterrenbeelden Grote Hond, Kameleon, Microscoop, Schild, Sextant, Telescoop, Vliegende Vis, Zuiderkroon en Zuiderkruis.

## Aangrenzende sterrenbeelden
(met de wijzers van de klok mee)
- Waterman (Aquarius)
- Steenbok (Capricornus)
- Microscoop (Microscopium)
- Kraanvogel (Grus)
- Beeldhouwer (Sculptor)